# Norwood (Nova Jersey)
Norwood és una població dels Estats Units a l'estat de Nova Jersey. Segons el cens del 2008 tenia 6.211 habitants.

## Demografia
Segons el cens del 2000, Norwood tenia 5.751 habitants, 1.857 habitatges, i 1.563 famílies. La densitat de població era de 807,4 habitants/km².
Dels 1.857 habitatges en un 41,5% hi vivien nens de menys de 18 anys, en un 73,8% hi vivien parelles casades, en un 7,8% dones solteres, i en un 15,8% no eren unitats familiars. En el 13,7% dels habitatges hi vivien persones soles el 6% de les quals corresponia a persones de 65 anys o més que vivien soles. El nombre mitjà de persones vivint en cada habitatge era de 2,97 i el nombre mitjà de persones que vivien en cada família era de 3,26.
Per edats la població es repartia de la següent manera: un 25,8% tenia menys de 18 anys, un 5,4% entre 18 i 24, un 26,9% entre 25 i 44, un 26,4% de 45 a 60 i un 15,6% 65 anys o més.
L'edat mediana era de 41 anys. Per cada 100 dones de 18 o més anys hi havia 84,4 homes.
La renda mediana per habitatge era de 92.447 $ i la renda mediana per família de 100.329 $. Els homes tenien una renda mediana de 70.000 $ mentre que les dones 37.059 $. La renda per capita de la població era de 40.039 $. Aproximadament el 2,3% de les famílies i el 4,9% de la població estaven per davall del llindar de pobresa.

## Poblacions més properes
El següent diagrama mostra les poblacions més properes.